# Goera gyotokui
Goera gyotokui är en nattsländeart som beskrevs av Kobayashi 1957. Goera gyotokui ingår i släktet Goera och familjen grusrörsnattsländor. Inga underarter finns listade i Catalogue of Life.